# Fundata (okręg Jałomica)
Fundata – wieś w Rumunii, w okręgu Jałomica, w gminie Perieți. W 2011 roku liczyła 447 mieszkańców.